# Prince George, Virginia
Prince George är administrativ huvudort i Prince George County i Virginia. Vid 2010 års folkräkning hade Prince George 2 066 invånare. Den nuvarande domstolsbyggnaden i Prince George byggdes 1988–1990.